# Family Circle Cup 2002
Il Family Circle Cup 2002 è stato un torneo di tennis giocato sulla terra verde.
È stata la 30ª edizione del Family Circle Cup, che fa parte della categoria Tier I nell'ambito del WTA Tour 2002.
Si è giocato al Family Circle Tennis Center di Charleston negli Stati Uniti dal 15 al 21 aprile 2002.

## Campionesse

### Singolare
Iva Majoli ha battuto in finale  Patty Schnyder con il punteggio di 7–6(5), 6–4

### Doppio
Lisa Raymond /  Rennae Stubbs hanno battuto in finale  Alexandra Fusai /  Caroline Vis con il punteggio di 6–4, 3–6, 7–6(4)